# Tour de Romandía 1983
La 37.ª edición del Tour de Romandía se disputó del 3 de mayo al 8 de mayo de 1983 con un recorrido de 826,7 km dividido en un prólogo inicial y 6 etapas, con inicio en Bulle, y final en Vernier.
El vencedor fue el irlandés Stephen Roche, cubriendo la prueba a una velocidad media de 39 km/h.

## Etapas[1]
| Etapa   | Recorrido             | Km    | Ganador             |
| Prólogo | Bulle                 | 6,9   | Robert Dill-Bundi   |
| 1.ª     | Bulle-Saignelegier    | 197   | Gerard Veldscholten |
| 2.ª     | Saignelegier-Friburgo | 142,7 | Serge Demierre      |
| 3.ª     | Friburgo-Leukerbad    | 192,5 | Mario Beccia        |
| 4.ªa    | Leukerbad-Nyon        | 174,5 | Henk Lubberding     |
| 4.ªb    | Nyon-Vernier          | 85,1  | Phil Anderson       |
| 5.ª     | Vernier               | 28    | Tommy Prim          |

## Clasificaciones
Así quedaron los diez primeros de la clasificación general de la segunda edición del Tour de Romandía
| \| 1. \| Stephen Roche \| Irlanda \| 21h 10'05" \| \| \| 2. \| Phil Anderson \| Australia \| + 55" \| \| \| 3. \| Tommy Prim \| Suecia \| + 2'10" \| \| \| 4. \| Dag-Erik Pedersen \| Noruega \| + 2'21" \| \| \| 5. \| Gerard Veldscholten \| Países Bajos \| + 2'23" \| \| \| 6. \| Pascal Simon \| Francia \| + 2'43" \| \| \| 7. \| Roberto Visentini \| Italia \| + 2'57" \| \| \| 8. \| Jérôme Simon \| Francia \| + m.t. \| \| \| 9. \| Gianbattista Baronchelli \| Italia \| + 3'03" \| \| \| 10. \| Michel Laurent \| Suiza \| + 3'14" \| \| |                          |              |            |  |
| 1. | Stephen Roche            | Irlanda      | 21h 10'05" |  |
| 2. | Phil Anderson            | Australia    | + 55"      |  |
| 3. | Tommy Prim               | Suecia       | + 2'10"    |  |
| 4. | Dag-Erik Pedersen        | Noruega      | + 2'21"    |  |
| 5. | Gerard Veldscholten      | Países Bajos | + 2'23"    |  |
| 6. | Pascal Simon             | Francia      | + 2'43"    |  |
| 7. | Roberto Visentini        | Italia       | + 2'57"    |  |
| 8. | Jérôme Simon             | Francia      | + m.t.     |  |
| 9. | Gianbattista Baronchelli | Italia       | + 3'03"    |  |
| 10. | Michel Laurent           | Suiza        | + 3'14"    |  |